# Corneille violacée
Corvus violaceus
Espèce
Statut de conservation UICN

 LC  : Préoccupation mineure
La Corneille violacée (Corvus violaceus) est une espèce d'oiseaux de l'ordre des Passeriformes et de la famille des Corvidae. Considérée par certains auteurs comme une sous-espèce de la Corneille à bec fin, elle a été élevée au rang d'espèce par d'autres,. Elle est endémique aux îles de Céram et Ambon, dans l'archipel des Moluques, en Indonésie.